# Prajęzyk ludzkości
Prajęzyk ludzkości, nazywany po angielsku Proto-Human (także: Proto-World lub Proto-Sapiens) – hipotetyczny prajęzyk, z którego wywodzą się wszystkie języki ludzkości. Jego istnienie jest zakładane w teorii monogenezy wszystkich istniejących języków. Teoria ta daje się uzasadnić na gruncie historycznym, biologicznym i psychologicznym, występuje także w okultyzmie, ezoteryce, religii i mitologii w takich zagadnieniach jak np. język Adamowy, Wieża Babel. Ze względu jednak na olbrzymi przedział czasowy (50 do 100 tysięcy lat) dzielący współczesność od czasu, kiedy ten hipotetyczny język mógł być w użyciu, większość lingwistów uważa udowodnienie wspólnego pochodzenia wszystkich języków świata za niemożliwe na gruncie językoznawstwa. Dlatego też jest kwestią sporną, czy sądy o cechach prajęzyka ludzkości mogą w ogóle uchodzić za poważną lingwistykę. Mimo to podejmowane są próby tworzenia globalnych etymologii słów. Badania w tym zakresie prowadzą między innymi amerykańscy językoznawcy Merritt Ruhlen i John D. Bengtson.
Niezależnie od kwestii ogólnej monogenezy mowy ludzkiej możliwe są też przypadki powstania zupełnie nowego języka w oderwaniu od istniejących. Przykładem może być tutaj nikaraguański język migowy, który rozwinął się w sposób naturalny wśród głuchych dzieci słyszących rodziców.